# La profezia dell'aquila
La profezia dell'aquila è un romanzo storico di Simon Scarrow ambientato nell'anno 45 d.C., pubblicato in Italia nel novembre 2013 dalla casa editrice Newton Compton.
È il sesto romanzo della Eagles of the Empire Series con protagonisti Macrone e Catone.

## Trama

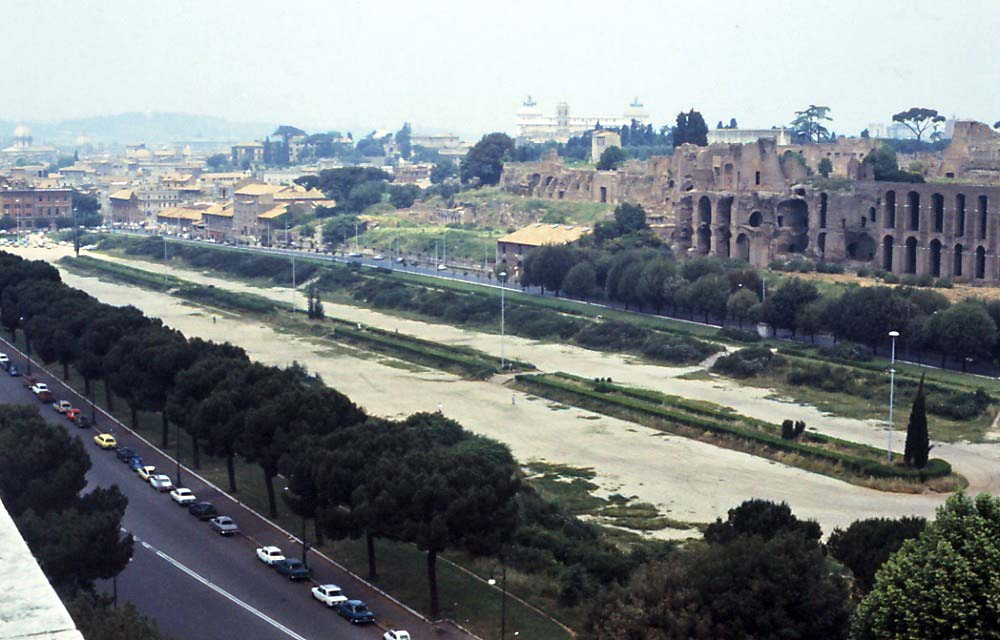
Ruderi del Circo Massimo, dove Macrone e Catone assistono alla corsa delle bighe.

Nella primavera del 45 d.C., quinto anno del regno dell'Imperatore Claudio, i centurioni Macrone e Catone si trovano a Roma in quanto congedati dalla Seconda Legione, e rientrati dalla Britannia, sono in attesa di una nuova assegnazione ad una Legione e che un'indagine ufficiale chiarisca il loro coinvolgimento nella morte del centurione Massimo.

Per passare il tempo si recano al Circo Massimo per assistere alla corsa delle bighe e Macrone scommettendo sull'auriga Nepote perde tutti i denari in loro possesso.

Finalmente convocati dal segretario imperiale Narciso, viene fatta loro un'offerta a cui non possono rifiutare: se vogliono uscire puliti dalla faccenda, dovranno salvare un agente imperiale, Caio Celio Secondo, rapito dai pirati al largo della costa illirica, e soprattutto recuperare alcune misteriose pergamene di vitale importanza. In gioco vi è la salvezza dell'imperatore Claudio ed il futuro di Roma.

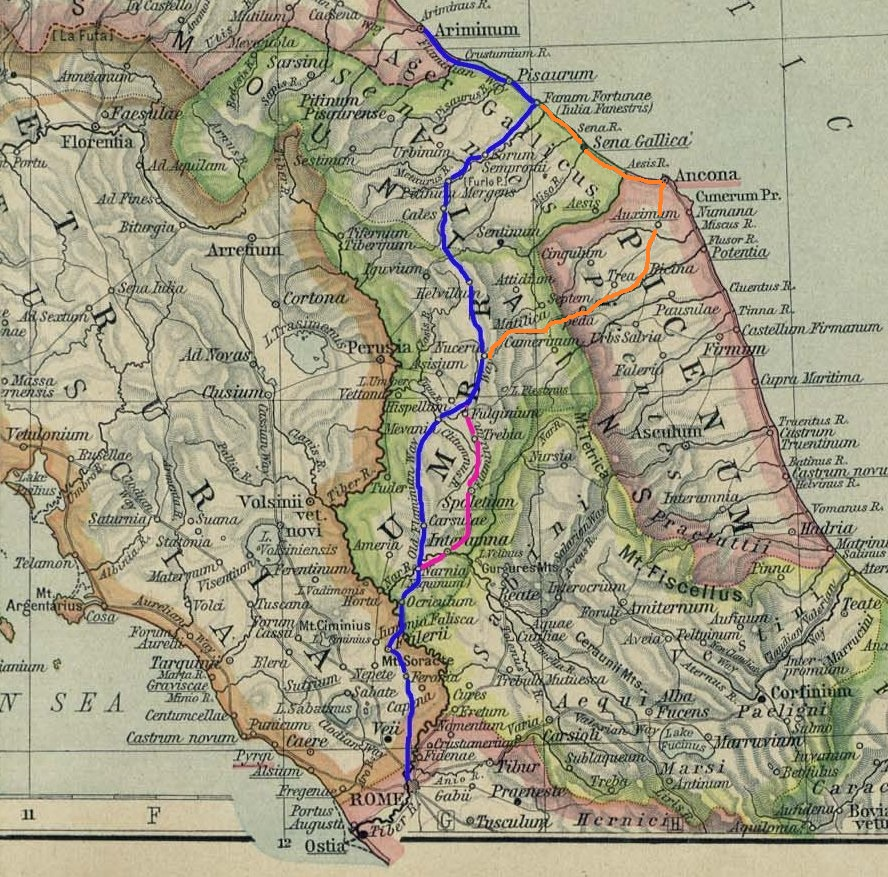
Macrone e Catone percorrono tutta la Via Flaminia, da Roma ad Ariminum, per raggiungere la base navale di Ravenna.

Catone e Macrone lasciano Roma dalla Porta Sanqualis e si mettono in viaggio, a piedi, lungo la via Flaminia per raggiungere Ravenna. Lungo la strada fanno una sosta ad Ocriculum dove incontrano Vitellio e vengono a sapere che saranno ai suoi ordini in quanto anche lui è in viaggio per Ravenna, e con il grado di Prefetto assumerà il comando della flotta imperiale di stanza nel porto della città. Il loro viaggio prosegue con tappe nelle cittadine di Hispellum, Urbinum ed Ariminum.

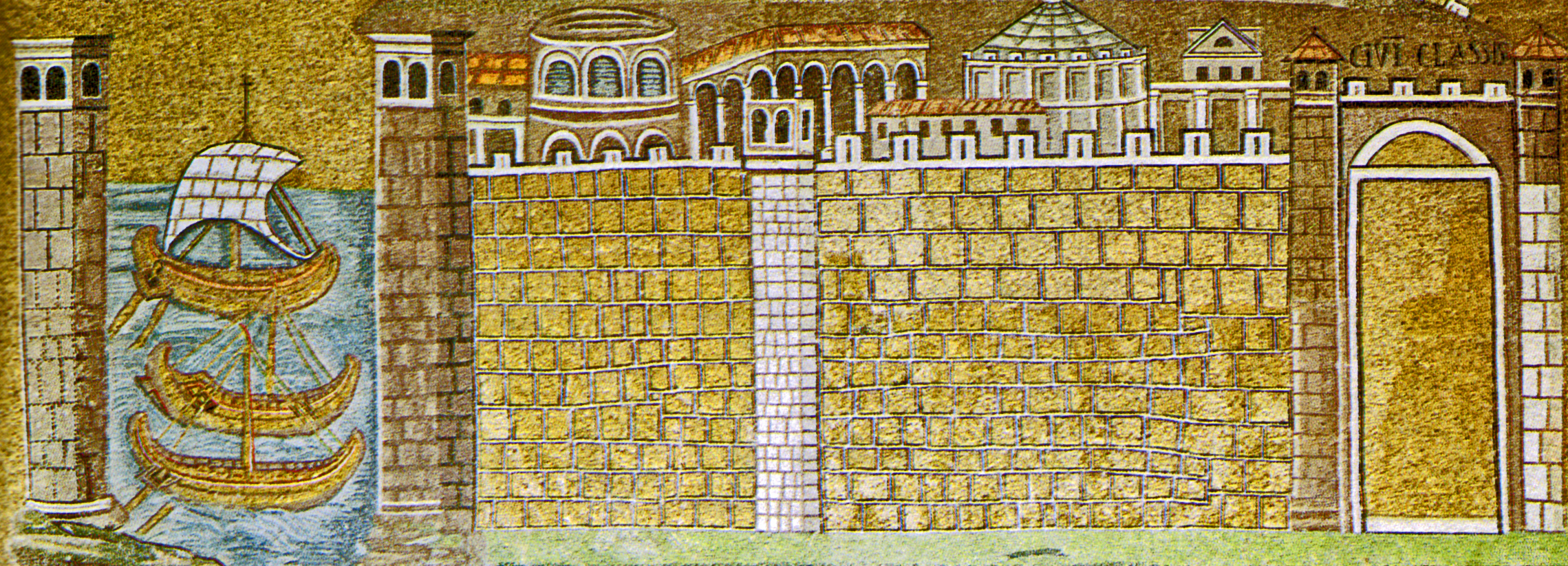
Raffigurazione del porto di Ravenna.

Appena giunti a Ravenna Vitellio comunica a Catone che i pirati di Telemaco hanno da poco saccheggiato e raso al suolo la colonia di Lissus, ed hanno chiesto un incontro per stabilire le modalità del riscatto per le pergamene. Catone viene inviato all'incontro, che si svolge al largo, e qui Telemaco gli comunica che entro due mesi deve ricevere una risposta per la consegna di un riscatto che deve essere superiore ai venti milioni di sesterzi. Telemaco consegna a Catone anche la scatola che conteneva le pergamene ma con dentro lo scalpo di Gaio Manlio, ormai ex governatore di Lissus.
Vitellio comunica la sua strategia a Catone, consistente nel portare quasi tutta la flotta sulla costa della Dalmazia, realizzare un grande accampamento fortificato nei pressi di Birnisium, da utilizzare come campo base per i rifornimenti, e da li cominciare degli attacchi in massa con il grosso della flotta alle coste dove è più probabile si trovi la base dei pirati. Per aumentare la potenza della flotta, su ciascuna nave comprese le biremi, verrà montato un corvo, e Vitellio si metterà al comando della nave ammiraglia della flotta, la quinquereme Horus.

Prima della partenza Catone e Macrone si recano nella locanda gestita dalla compagna di Minucio, Il delfino ballerino, dove Macrone scopre che la compagna di Minucio non è altri che sua madre Porzia, che lui non vedeva da venti anni.
La missione diventa sempre più complicata e la reazione romana non comincia bene in quanto la flotta, durante la sua prima uscita per raggiungere le coste della Dalmazia, viene attaccata dai pirati subendo gravi perdite.

Vitellio riesce a far approdare in un luogo sicuro la flotta superstite e invia Catone a Ravenna, con un messaggio scritto da inviare a Roma, per richiedere rinforzi in navi ed uomini.

Tecnica per la composizione del cifrario di Cesare, utilizzato da Vitellio per mandare i suoi messaggi.

Catone, una volta giunto a Ravenna, non fidandosi di Vitellio, apre la pergamena sigillata con il messaggio in codice che gli aveva affidato il prefetto. Riuscito a scoprire che il codice utilizzato per comporre il messaggio è il cifrario di Cesare, lo decifra e scopre che Vitellio ha intenzione di addossare tutta la colpa della disfatta a lui ed inoltre che le pergamene che stanno ricercando sono i mitici libri sibillini. Decide quindi di utilizzare la stessa arma di Vitellio e mediante lo stesso codice riscrive il messaggio, prima di spedirlo a Roma, e riesce a far giungere all'imperatore la vera versione dei fatti. Catone quindi raggiunge di nuovo la costa della Dalmazia e si riunisce a Vitellio con i rinforzi.

Per riportare il vantaggio dalla parte dei romani, Vitellio decide di organizzare un'imboscata per catturare alcune navi dei pirati e facendo guidare l'azione a Macrone e Catone, l'operazione viene conclusa con successo, a cui si aggiunge anche la cattura del luogotenente Aiace, che si rivelerà il figlio del comandante dei pirati Telemaco.

Messo sotto tortura Aiace confessa l'ubicazione della base dei pirati, presso la località di Petrapylae, conosciuta dai romani come Le Porte di Pietra, ma prima che Vitellio possa sfruttare questa informazione, per affrontare i pirati, giunge su di un'imbarcazione proveniente da Ravenna Vespasiano, l'ex Legato della Seconda Legione, che revoca il comando della flotta a Vitellio, con l'accusa di aver subito gravi perdite per sua incapacità, e assume lui il ruolo di Prefetto a comando della flotta.
Vespasiano dimostra subito le sue capacità in questo campo: grazie ad uno stratagemma, organizza l'assalto alla fortezza dei pirati che viene espugnata. Frattanto Catone riesce a liberare l'agente imperiale Caio Celio Secondo, che era divenuto uno schiavo dei pirati. Ma prima che gli uomini di Vespasiano riescano a catturare Telemaco, Vitellio li tradisce e pur di impossessarsi delle pergamene penetra per primo nelle stanze di Telemaco mediante l'aiuto di Aiace e Minucio. L'azione spregiudicata di Vitellio comporta la fuga di Aiace che riesce a ricongiungersi con il padre ed a riconsegnargli le preziose pergamene.

Nello scontro finale si scopre che il centurione Minucio era una spia al soldo dei pirati e Macrone lo costringe al suicidio. Frattanto Catone e Vespasiano scendono a patti con Telemaco per avere i rotoli con le profezie in cambio della vita di Aiace. Telemaco ed i comandanti dei pirati vengono crocefissi mentre Aiace e tutti gli altri prigionieri vengono venduti come schiavi.
Una volta rientrati a Ravenna Macrone, prima di partire per Roma, passa nella taverna della madre Porzia per comunicargli la fine del compagno. Da che Macrone intendeva solamente riferire che Minucio era caduto in battaglia, arriverà a rivelare alla madre di averlo costretto al suicidio. A questo punto Porzia rivela a Macrone che Minucio era suo padre, l'aveva messa incinta prima che poi scomparisse e lei sposasse colui che Macrone credeva essere il vero padre. Macrone quindi consegna alla madre la sacca che Minucio aveva con se prima di morire, e che conteneva parte del tesoro di Telemaco.
Ritornati a Roma Vespasiano, Vitellio e Catone vengono convocati da Narciso, al quale vengono consegnati i libri sibillini, Narciso spiegando loro che terrà conservati al segreto i rotoli affinché nessun altro li possa utilizzare chiede conferma ai tre che non faranno mai più parola dei rotoli. Inoltre comunica a Catone che per lui e Macrone sono state annullate le condanne ed i sospetti rimasti in sospeso e che a breve saranno riassegnati alle Legioni.

## Personaggi
- Lucio Cornelio Macrone: Ex centurione della Seconda Legione. Ufficiale della flotta imperiale di Ravenna.
- Quinto Licinio Catone: Ex centurione della Seconda Legione. Ufficiale della flotta imperiale di Ravenna.
- Telemaco: Comandante dei pirati illirici.
- Caio Celio Secondo: Agente di Narciso, rapito dai pirati di Telemaco.
- Ettore: Pirata.
- Velina: Moglie del fornaio che ospita Catone e Macrone nel quartiere Suburra.
- Demetrio: Segretario del Procuratore delle assegnazioni delle legioni.
- Lollio Asinio: Centurione assegnato alla Decima Legione.
- Osidio Mutilo: Centurione assegnato alla Decima Legione.
- Flacco Sosio: Centurione in attesa di essere assegnato ad una Legione.
- Porzio: Auriga della squadra blu.
- Nepote: Auriga della squadra verde.
- Imperatore Claudio: Imperatore romano dal 41 d.C.
- Messalina: Consorte dell'imperatore Claudio.
- Narciso: Segretario dell'Imperatore Claudio. Assegna a Macrone e Catone la nuova missione contro i pirati.
- Frontino: Pretoriano.
- Vitellio: Prefetto al comando della flotta imperiale di Ravenna.
- Ursa: Guardia del corpo del gestore della taverna di Ocriculum.

- Minucio: Centurione della flotta imperiale di Ravenna.
- Marco Enobarbo: Mercante.
- Varrone: Centurione della base navale di Ravenna.
- Decimo: Trierarca della flotta imperiale di Ravenna
- Aiace: Figlio di Telemaco ed ufficiale della flotta pirata.
- Gaio Manlio: Ex governatore della colonia di Lissus.
- Porzia: Compagna di Minucio e madre di Macrone.
- Postumo: Primo segretario del Prefetto Vitellio.
- Felix: Optio della flotta imperiale di Ravenna.
- Tito Albino: Trierarca della flotta imperiale di Ravenna, comandante della trireme Sparta.
- Rufio Pollo: Portavoce del consiglio comunale di Ravenna.
- Metello: Centurione della base navale di Ravenna.
- Licio: Caposquadra dei magazzini di Ravenna.
- Cassio: Capitano del mercantile Priapo, amico di Licio.
- Trebio: Centurione della flotta imperiale di Ravenna, torturatore esperto.
- Vespasiano: Prefetto al comando della flotta imperiale di Ravenna dopo la destituzione di Vitellio.
- Decio: Tribuno dello stato maggiore di Vespasiano.
- Silio: Guardia del corpo di Vitellio.

## Ambientazione
| Anno    | Età Macrone | Età Catone | Ambientazione                       |
| ------- | ----------- | ---------- | ----------------------------------- |
| 45 d.C. | 37 anni     | 20 anni    | RomaRegione Emilia, RavennaDalmazia |

## Edizioni
- Simon Scarrow, La profezia dell'aquila, traduzione di Rosa Prencipe e Monica Ricci, collana Nuova Narrativa Newton, Newton Compton, 14 novembre 2013,  p. 432, ISBN 978-88-541-5794-1.
- Simon Scarrow, La profezia dell'aquila, traduzione di Rosa Prencipe e Monica Ricci, collana Gli Insuperabili, Newton Compton, 2 aprile 2015,  p. 432, ISBN 978-88-541-7484-9.
- Simon Scarrow, La profezia dell'aquila, traduzione di Rosa Prencipe e Monica Ricci, collana Gli Insuperabili Gold, Newton Compton, 13 luglio 2017,  p. 432, ISBN 978-88-227-0695-9.

## Analisi
- La profezia dell'aquila è il primo romanzo della serie a non essere ambientato in Britannia. Ed è anche il primo dei tre romanzi in cui compare la figura di Aiace, gli altri due romanzi sono Il gladiatore e La legione.

- La vita del comandante dei pirati Telemaco viene approfondita nella serie Pirata pubblicata, in cinque volumi, nell'arco del 2019 e raccolta in unico volume in La flotta degli invincibili.

- La flotta degli invincibili, anche se narra eventi di venti anni precedenti, lo si può considerare il prequel de La profezia dell'aquila.

- È il primo romanzo in cui compare il personaggio di Porzia, la madre di Macrone. Sarà protagonista anche in altri quattro Il sangue dell'impero, Per l'onore di Roma, Nel nome di Roma e Rivolta per l'impero.

- È il sesto romanzo, consecutivo, in cui compare il personaggio di Vespasiano. Le precedenti apparizioni risalgono ai romanzi Sotto l'aquila di Roma, Roma alla conquista del mondo, La spada di Roma, Roma o morte e La battaglia finale.

- La versione in italiano de La profezia dell'aquila viene suddivisa tra due traduttori, Rosa Prencipe dal capitolo 1 al 22 e Monica Ricci dal 23 in poi. Curiosamente entrambe le traduttrici compiono un refuso sul nome completo di Catone, infatti nel capitolo otto viene citato come Marco Licinio Catone e nel capitolo venticinque viene citato come Gaio Licinio Catone, anziché il corretto Quinto Licinio Catone. Ben più grave è il refuso che compare sulla prima bandella di copertina dove viene riportato ...imperatore Vespasiano... anziché ...imperatore Claudio.... Purtroppo quest'ultimo errore viene riproposto anche nella pagina dedicata al libro della casa editrice Newton Compton, dove viene riportato il testo della bandella con l'imperatore errato[7].